# 世界红卍字会

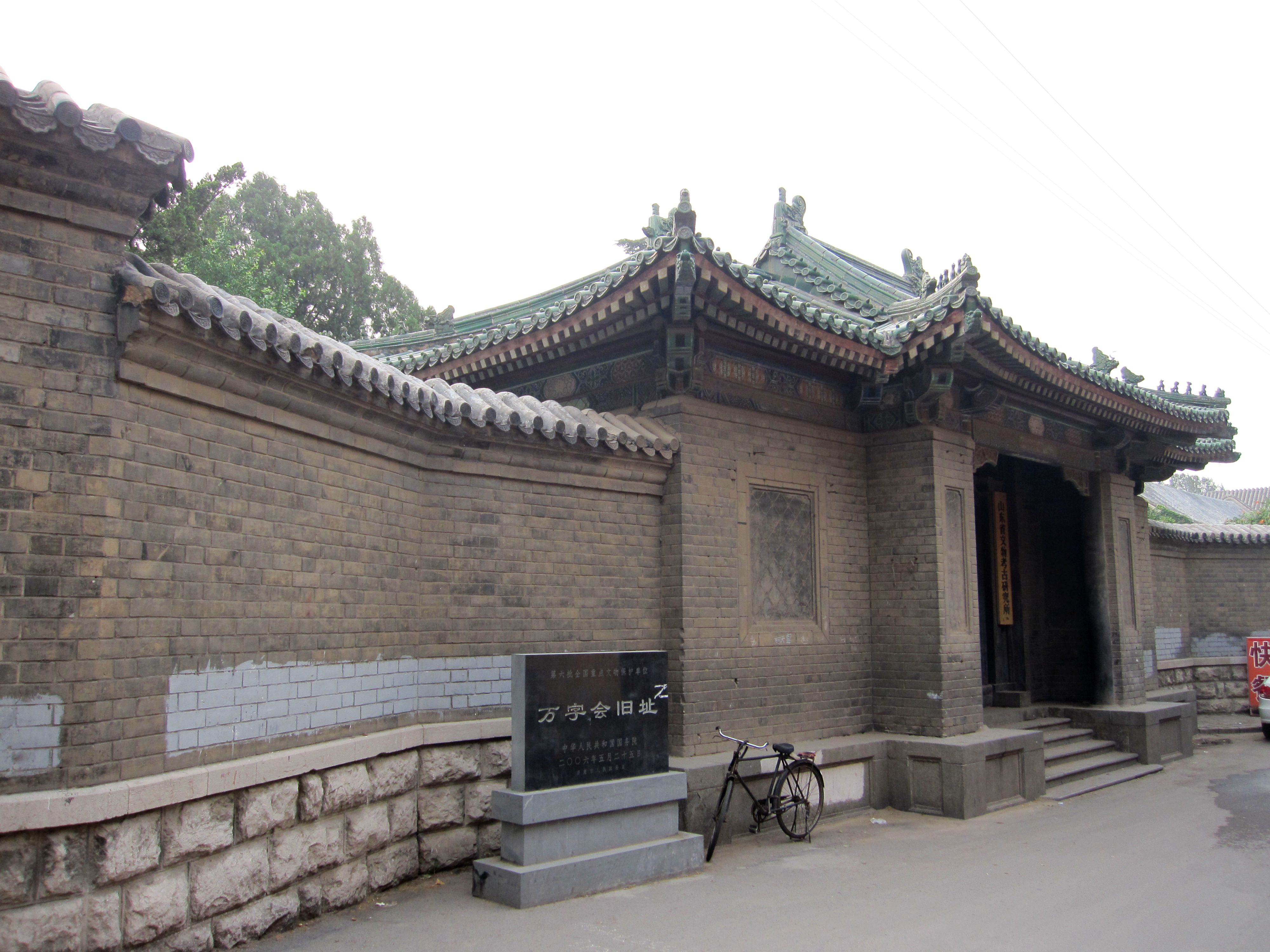
位於济南的红卍字会母院旧址

世界红卍字会，1922年在中华民国北京创立的一个“以救济灾患促进世界和平”为宗旨的民间宗教慈善救济机构，发源于民间宗教组织道院。

## 历史
1916年，吴福林参加红卍字会的达官贵人、社会名流有曾任北京政府大总统（1918—1922）徐世昌之弟徐世光、曾为民国第一任国务总理（1913—1914）的熊希龄等，他们对红卍字会慈善活动的支持使得红卍字会得以向全国发展。1922年1月，北京政府内务部以红卍字会“以促进世界和平，救济灾患为旨趣”，批准其“立案”——成为合法社团。⑧红卍字会在立会宗旨中写道：提倡道德，实行慈善（院章第一条）；不分种族宗教，不参与政治，不涉及党派（院章第三条）。⑨1923年，红卍字会将总院由济南迁往北京，称济南道院为母院。
1916年，山东省滨县县长吴福永与驻防军营长刘绍基在祭祀唐代“尚真人”时，“扶乩”中出现各种神仙圣佛降临奇迹，自此，每当进行“扶乩”时，皆有不可思议的善果。对“扶乩”神示，信之者愈来愈众。吴福永和刘绍基在原山东滨县县署大仙祠的扶乩坛创立“滨坛”。1917年“滨坛”的主要参与者刘绍基的部队改驻济南，在宅中继续设坛，并将当时济南有影响的“同善社”首领杜秉寅邀入济坛，使济坛声名大振。因为“尚真人”（尚仙）名声不著，在乩坛上造出一个“太乙真人”（后尊称“至圣先天老祖”）。1920年10月“老祖”临坛开始传经，经3个月完成，由此而得到的神示被编为《太乙北极真经》等，作为会内秘不外宣的经典。当时参加传经的杜秉寅、刘绍基、洪士陶等48人号称“四十八子”。老祖传经完成后即降训“四十八子 ”成立道院。济南道院于1921年3月18日在上新街正式成立，这48人就成为济南道院的创始人。提倡佛教、道教、儒教、伊斯兰教和基督教五教合一。红卍字会就始于道院。道院的「道」並非特指道教，紅卍字會的「卍」雖是佛教標誌，亦非佛教組織。道院其實倡導儒、釋、道、耶、回五教合一，認為不同宗教均歸於一道。五教同源，參研「儒道釋基回」五大宗教之真諦，化除門戶之見。該組織認為：「佛教」主張「慈悲」；「道教」主張「無為」；「儒教」主張「忠恕」；「基督教」主張「博愛」；「回教」主張「清真」。五教教義雖有不同，真理卻是一致， 即「仁」而已。教徒供奉不同神靈和聖人，但以「至聖先天老祖」為至高無上之神，其下有五教教主項橐、釋迦如來、太上老君、耶穌和穆罕默德。
1921年秋，杜秉寅派人持老祖所传《太乙北极真经》到北京，向内务部提出版权申请，获准。1922年1月，北京政府内务部以红卍字会“以促进世界和平，救济灾患为旨趣”，批准其“立案”成为合法社团。红卍字会在立会宗旨中写道：提倡道德，实行慈善（院章第一条）；不分种族宗教，不参与政治，不涉及党派（院章第三条）。1922年4月，上海道院成立，国内各院代表齐集扶乩，26日坛训称：“目前战后灾民状况惨不可言，可先议世界弭兵会，内应特设一红卍字会，会旨在救济世界各战后无告之余生良民。”时杜秉寅等遵训在一品香饭店宴请沪上各界知名之士，宣布道院创设红卍字会之宗旨在于“济世救人”。1922年夏钱能训、徐世昌大总统之弟徐世先、民国第一任国务总理熊希龄、杜秉寅、王道程、乔保衡、王人文、李佳白、王芝祥、何澍、李智真等人在北京发起组建世界红卍字会筹备处,其宗旨为“促进世界和平，救济灾患”。9月，红卍字会正式筹备大会在济南大明湖皖江公所召开，通过世界红卍字会大纲及中华总会纲目等提案。10月，内务部批准红卍字会立案：“该会章程以促进世界和平，救济灾患为旨趣，⋯⋯应予照准。”1922年10月28日，经北京政府内务部批准立案，定名为“世界红卍字会”，会址设在北京西城西单牌楼舍饭寺17号，以白地红卍字为会旗。民國十一年（壬戌年）十二月初七立春日，於濟南道院正式成立，當時奉訓文「世界紅卍字會成立日期以本年立春日寅時為宜」。會前二日，至聖先天老祖親臨，賜「萬載慈基」四字，恭懸於會場。三天的會議時間，通過世界紅卍字會大綱及中華總會之章則。世界紅卍字會與中華總會設於北京，並分別成立各省各縣分會，立即展開各項慈務。1923年，红卍字会在北京设总主院，简称总院，称济南道院为母院。红卍字会与道院是合二为一的表里组织，院为主，会为辅；道院重内修，红卍字会着重推展慈业。1923年立春，道院在北京成立中华红卍字会总会（也叫世界红卍字会中华总会），之后通知各地道院迅速成立红卍字会，故凡有道院之处，皆附设红卍字会。
1923年1月，鲁迅在与日本记者橘朴谈到红卍字会时认为，“搞扶乩迷信的多为官吏和有钱人，穷人是进不去的”。1930年11月驻郑家屯日本领事大和久义郎称，该会辽宁省总部在奉天（沈阳），地方大城市皆设有分会，当地著名士绅或当权者充任分会会长，会员多为地方官员、绅士、商人，正如共产党以实行土地政策招揽人心一样，一些野心家向红卍字会捐赠金钱，旨在提高在会中的威望，使红卍字会成为可资利用的政治力量。1930年11月驻哈尔滨日本领事八木元人报告称：哈尔滨该会会员大半为有产阶级和知识分子，除任意捐赠外，会员每月根据各自经济情况捐献一定钱财，现在已经集聚了相当多的财产，会员中以道里华洋百货店公和利老板、道外新世界老板为代表，合计人数在370余名，山东同乡会长傅宗渭（道名为“道言”）为会长，孔立尉（道名为“傅诫”）为副会长。
1934年，满洲国政府聚集其境内的世界红卍字会分会代表，成立世界红卍字会满洲总会，与北平总会脱离关系。
1953年2月19日，世界红卍字会中华总会在《人民日报》发表“关于结束在中国大陆事业的声明”，宣布自行解散。当月，北京市民政局会同公安局、教育局、公共卫生局及北京市救济分会联手接管世界红卍字会中华总会北京分会。

## 命名

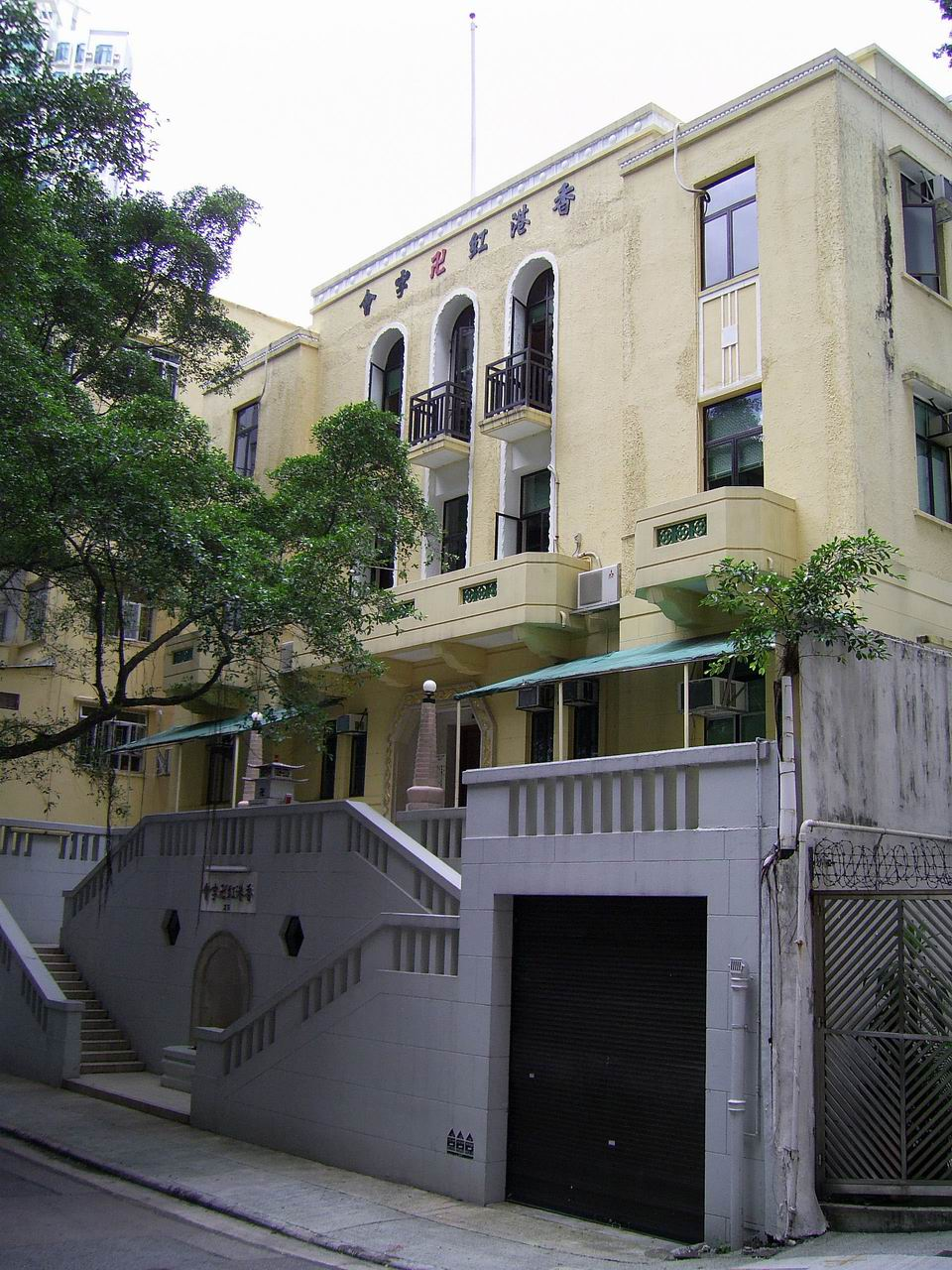
位於銅鑼灣金龍台的香港红卍字會

红卍字标志

红卍字嵌入红水晶

道院崇奉的至聖先天老祖指示修人的職責尚有「救世救人、利人濟物」的重責大任，因此定名為世界紅卍字會，紅色取其如赤子之心，光華燦爛的含意；卍字象徵慈悲吉祥、廣大無邊、永無止息的意思。
「紅卍」的意義
- 「紅」色代表「赤子之心，光華燦爛」之意；
- 「卍」字音萬，代表「吉祥如意、萬德彙集、大中至正」；
- 「卍」字外形，代表「四面八方、無遠弗屆、運行不息」；
- 「卍」字運轉，依宇宙星球運行逆時針旋轉法則，快速運動時外形似〇，代表「圓滿和諧，周而復始」。

## 人事
首任会长为钱能训，王道程、乔保衡、李国源任副会长。不久后，钱、王先后逝世，徐世光出任会长。徐病故后，熊希龄被推为会长，其后熊连任三任会长。

## 组织
- 世界红卍字会中华总会
  - 世界红卍字会东北主会
    - 世界红卍字会满洲总会 日本建立滿洲國政權之後，東北主會與中華總會斷開聯係。

  - 世界红卍字会北京主会 筹建于1922年11月，先附设于总会会址内，1930年迁入北池子妞妞房八号。
  - 世界红卍字会天津主会
  - 世界红卍字会东南主会
- 世界红卍字会台湾总主会
- 世界红卍字会日本总会
- 香港紅卍字會[9]

## 建筑物
长春红卍字会旧址：位于满洲国新京市兴仁大路（今解放大路）与大同大街（今人民大街）路口广场（后称解放广场）西北角。“世界红卍字会新京总会”会长张海鹏带头捐款，溥仪也从“内帑”中捐助1万元修建，1935年动工修建，1936年竣工，形成由门楼、正殿和配殿组成的四合院。主楼是中西合璧式的三层楼房，正殿供奉“至圣先天老祖”圣像。1946年后为国军部队医院使用；1948年10月后为解放军医院使用。1958年由长春市图书馆使用。1985年旧址拆迁后现为人民大街3399号中国银行业监督管理委员会吉林省监管局暨中国人民银行长春中心支行大楼。